# KurWar
KurWar: nieregularny kwartalnik poświęcony kulturze miasta – polski nieregularny kwartalnik powstały z inicjatywy studentów Uniwersytetu Warszawskiego, wydawany w latach 1995–1998, poświęcony fenomenowi miasta.
Na łamach czasopisma publikowali m.in. Andrzej Stasiuk, Maciej Maleńczuk, Draginja Nadażdin, Paweł Dunin-Wąsowicz, Michał Kaczyński, Maciej Miezian, Marcin Wicha, Marek Sieprawski, Joanna Sarnecka, Wsiewołod Milman.
Ignacy Stanisław Fiut zaklasyfikował „KurWar” jako pismo ogólnoartystyczne z elementami społecznymi.

## Nazwa
Nazwa „KurWar” wywodzi się od okrzyku „przedwojennych warszawskich gazeciarzy nawołujących do kupienia «Kuriera Warszawskiego»”.

Kaprysowi dziewiętnastego stulecia zawdzięczam swoje obecne przechadzki ulicami, z których nie przebrzmiały jeszcze nawoływania leguralnych majdaniarzy Międzywojnia – Kur warszaski! Kurwar dzisiejszy za dziesięć grooo!, zachęcające przechodniów do kupna niezbędnego rekwizytu, symbolu minionej Warszawy – Kurjera Warszawskiego [...]

Magdalena Idzikowska w pracy Komunikacyjne aspekty tytułów pism polskich zwraca uwagę na tytuł „wyzyskujący brzmieniowe podobieństwo do powszechnie znanego wulgaryzmu” i przydziela go do grupy „nazw rażących – gdy nadawca świadomie wykracza poza pewne powszechnie przyjęte normy”.
Mianem kurwar określano również polskojęzyczny niemiecki dziennik informacyjno-propagandowy „Nowy Kurier Warszawski” ukazujący się w latach 1939–1945.